# Danielle Levillez
Danielle Levillez (Brussel, juni 1956) is een voormalig officier bij de Belgische strijdkrachten en de eerste vrouw die de graad van generaal bereikte in het Belgische leger.

## Levensloop
Levillez is van opleiding apotheker. Ze werd licentiaat farmaceutica aan de Université libre de Bruxelles met een bijkomende opleiding industrieel apotheker aan de Université catholique de Louvain.
Levillez trad in militaire dienst in 1979. Ze werkte eerst in de centrale militaire apotheek in Nijvel, waar haar carrière begon. Levillez werd in 2002 de eerste vrouwelijke kolonel in de Belgische krijgsmacht, in december 2005 werd zij benoemd tot eerste vrouwelijke brigadegeneraal.
Levillez was van december 2005 tot 21 juli 2009 stafchef van de Medische component van Defensie. Ze droeg in 2009 haar functie over aan generaal-majoor Geert Laire en werd onderstafchef Gezondheid, Milieu, Levenskwaliteit en Welzijn en leidde vervolgens wat sindsdien het Stafdepartement Well Being werd genoemd. In 2012 werd Levillez bevorderd tot generaal-majoor. 
Levillez vertegenwoordigde vele jaren België in het "Committee on Women in the NATO Forces", een werkgroep waarvan ze de laatste jaren van haar mandaat ook vicevoorzitster was. Op 1 juli 2015 trad ze uit actieve dienst.